# Вајолит (Луизијана)
Вајолит (енгл. Violet) насељено је место без административног статуса у америчкој савезној држави Луизијана.

## Демографија
По попису из 2010. године број становника је 4.973, што је 3.582 (-41,9%) становника мање него 2000. године.
| Група             | 2000.         | 2010.         |
| Белци             | 4.718 (55,1%) | 1.862 (37,4%) |
| Афроамериканци    | 3.317 (38,8%) | 2.755 (55,4%) |
| Азијати           | 50 (0,6%)     | 28 (0,6%)     |
| Хиспаноамериканци | 367 (4,3%)    | 233 (4,7%)    |
| Укупно            | 8.555         | 4.973         |